# Coppa delle Nazioni U23 UCI 2018
La Coppa delle Nazioni U23 UCI 2018 è stata la dodicesima edizione della competizione organizzata dalla Unione Ciclistica Internazionale. Ha compreso sei prove riservate alle squadre nazionali con atleti fino a 23 anni di età. La squadra campione è stata la Slovenia, mentre al secondo posto si è piazzata la Francia e ha chiuso il podio la squadra italiana.

## Calendario
| Data                    | Prova                          | Cat.   | Vincitore        | Vincitore (Nazioni) | Leader (Nazioni) |
| ----------------------- | ------------------------------ | ------ | ---------------- | ------------------- | ---------------- |
| 31 gennaio - 4 febbraio | Tour de l'Espoir               | 2.Ncup | Joseph Areruya   | Ruanda              | Ruanda           |
| 25 marzo                | Gand-Wevelgem/Kattekoers-Ieper | 1.Ncup | Žiga Jerman      |                     | Ruanda           |
| 7 aprile                | Giro delle Fiandre Under-23    | 1.Ncup | James Whelan     |                     | Ruanda           |
| 14 aprile               | ZLM Tour                       | 1.Ncup | Matteo Moschetti |                     | Germania         |
| 31 maggio - 3 giugno    | Corsa della Pace Under-23      | 2.Ncup | Tadej Pogačar    |                     | Slovenia         |
| 17-26 agosto            | Tour de l'Avenir               | 2.Ncup | Tadej Pogačar    |                     | Slovenia         |

## Classifiche
Classifica finale.
| Pos. | Paese         | Punti |
| ---- | ------------- | ----- |
| 1    | Slovenia      | 105   |
| 2    | Francia       | 84    |
| 3    | Italia        | 76    |
| 4    | Svizzera      | 76    |
| 5    | Germania      | 52    |
| 6    | Danimarca     | 51    |
| 7    | Norvegia      | 43    |
| 8    | Gran Bretagna | 41    |
| 9    | Spagna        | 39    |
| 10   | Belgio        | 38    |